# La Femme qui pleure (Picasso)
Pour les articles homonymes, voir La Femme qui chiale.
 (octobre 2019).
La Femme qui pleure est une œuvre de Pablo Picasso datant de 1937. Il s'agit d'une huile sur toile de 59,5 cm par 49 cm représentant le portrait de Dora Maar, qui était alors sa maîtresse.
L’œuvre était dans la collection privée de Dora Maar jusqu'à sa mort en 1997. Depuis, elle est conservée au Tate Modern à Londres, en Grande-Bretagne.
Picasso a peint d'autres tableaux, sous forme de série, sous ce titre La Femme qui pleure.
Dora Maar photographe et peintre française, qui fut l'amante et la muse de Pablo Picasso. Elle appartient à la période cubiste et a été peinte en 1937, à une époque où les portraits de Pablo Picasso deviennent de plus en plus dramatiques, les corps et les visages sont déformés. Il a utilisé des lignes, des angles et des courbes pour l'illustrer. On peut voir dans ce tableau le profil à droite et la vue de face, qui se superposent. Pablo Picasso a utilisé des couleurs vives comme le rouge, jaune, bleu et vert pour peindre le front et des couleurs plus ternes comme le gris et le blanc pour peindre sa tête. Elle est représentée en train de mordre un mouchoir, cela montre qu'elle est angoissée et désespérée. La couleur grise renforce la douleur de cette femme ainsi qu’un sentiment de vieillesse.
On ne peut pas comprendre totalement ce tableau si on occulte la relation de Picasso avec cette ''Femme qui pleure''. Dora Maar et Picasso se sont rencontrés en 1936. Picasso avait alors 54 ans et elle 28. Il devient son amant sans pour autant rompre avec Marie-Thérèse Walter avec qui il a une fille, Maya. Dora, emportée par la passion, accepte tout de Picasso. Elle abandonne la photographie pour se mettre à la peinture, sans égaler le maître. Picasso a une relation écrasante, violente et misogyne. Ils vivront une relation passionnée et violente. Dans ce contexte le tableau Dora Maar et le minotaure (1936) est tout à fait révélateur de leur relation destructrice. Dora, devenu son modèle, fera l'objet d'humiliations et de brimades et sera souvent triste.
Dora sera pleinement investie pour suivre la progression du grand tableau de Picasso sur le bombardement de Guernica (1937), elle exécutera un véritable reportage sur le tableau en train de se faire, une première en photographie.
Dans ce contexte de guerre civile en Espagne le désespoir de Dora sert finalement l'œuvre de Picasso : elle est l’icône de l’Espagne meurtrie, ses grands yeux noirs et sa chevelure épaisse la présentent comme une Madone.